# Lubuk Tilan
Lubuk Tilan is een bestuurslaag in het regentschap Siak van de provincie Riau, Indonesië. Lubuk Tilan telt 1078 inwoners (volkstelling 2010).